# Луан Родрігес
Луан Родрігес (порт. Luan Rodrigues, 16 липня 1996, Кампу-Гранді) — бразильський футболіст, який грає на позиції нападника, зараз виступає за «Клуб Ремо».

## Кар'єра
У 2015 році він приєднався до команди «Комерсіал» з рідного міста Кампу-Гранді.
У 2017 році приєднався до «Новопераріо».
У 2019 році він приєднався до «Луверденсе»
У 2020 році приєднався до «Акідауаненсе».
Влітку 2021 року приєднався до «Сан-Паулу-РС» з Ріу-Гранді-ду-Сул, у грудні оголосив про свій відхід з команди.
У грудні 2021 року було оголошено, що Луан стане гравцем команди «Клуб Ремо» на сезон 2022 року.

#### Інші команди
Луан також грав за клуби «Уніан ABC» та «Гаушу».